# Tepper Aviation

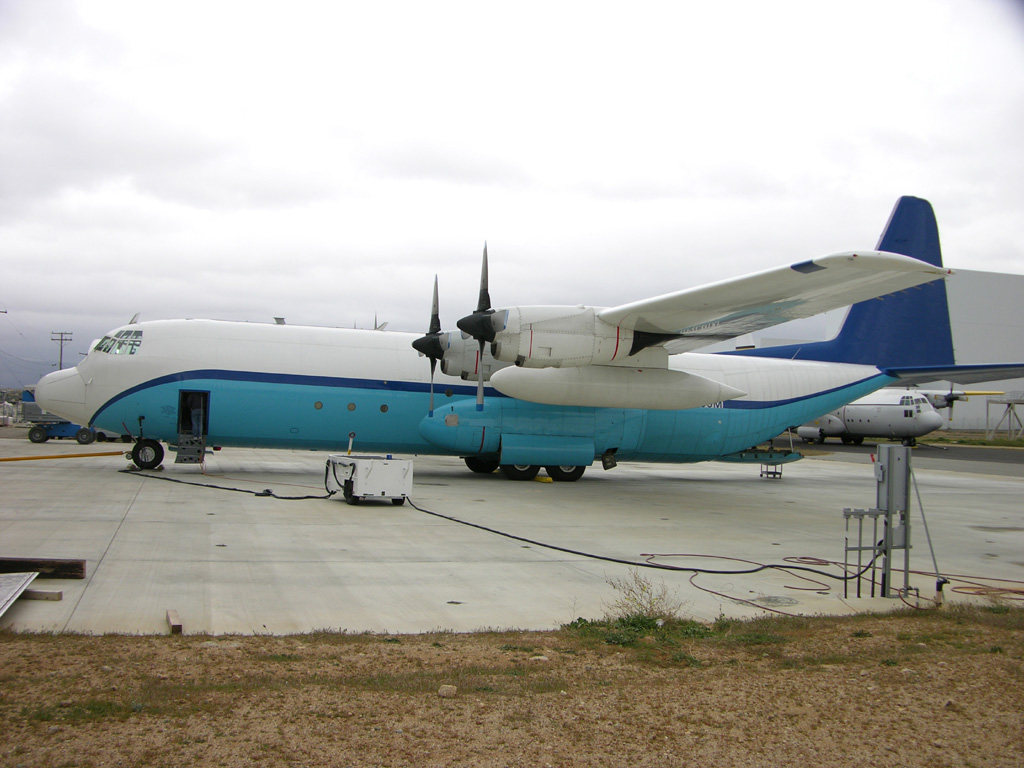
Lockheed L-100-30 (N2189M) der Tepper Aviation 2006 auf dem Mojave Airport

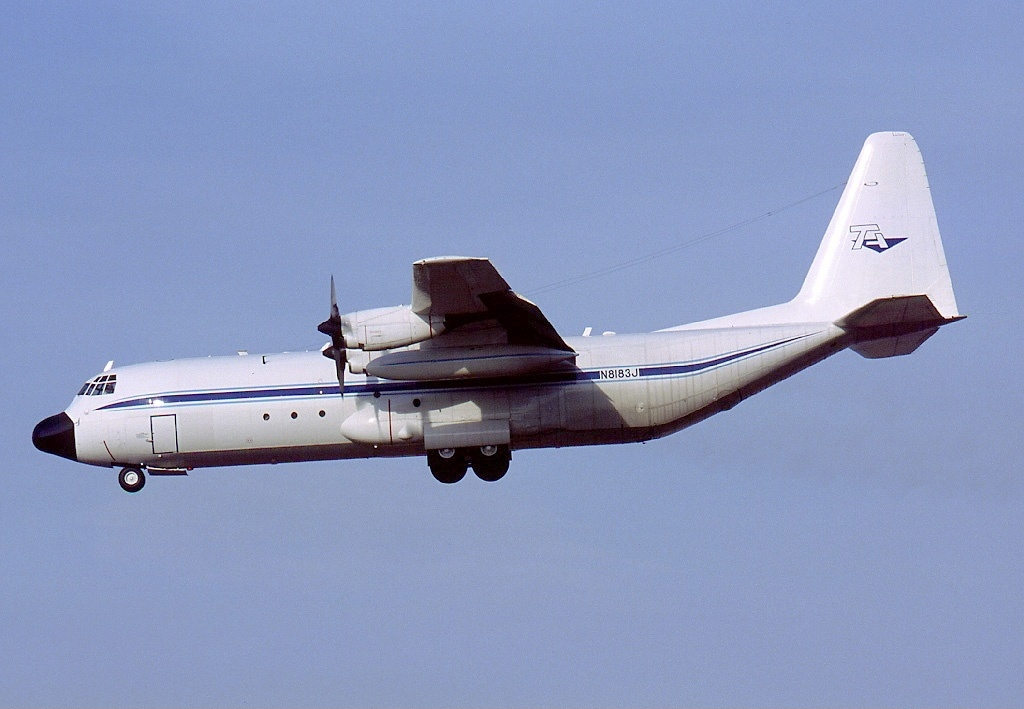
Die 2003 über Österreich abgefangene Lockheed L-100-30 Hercules (N8183J)

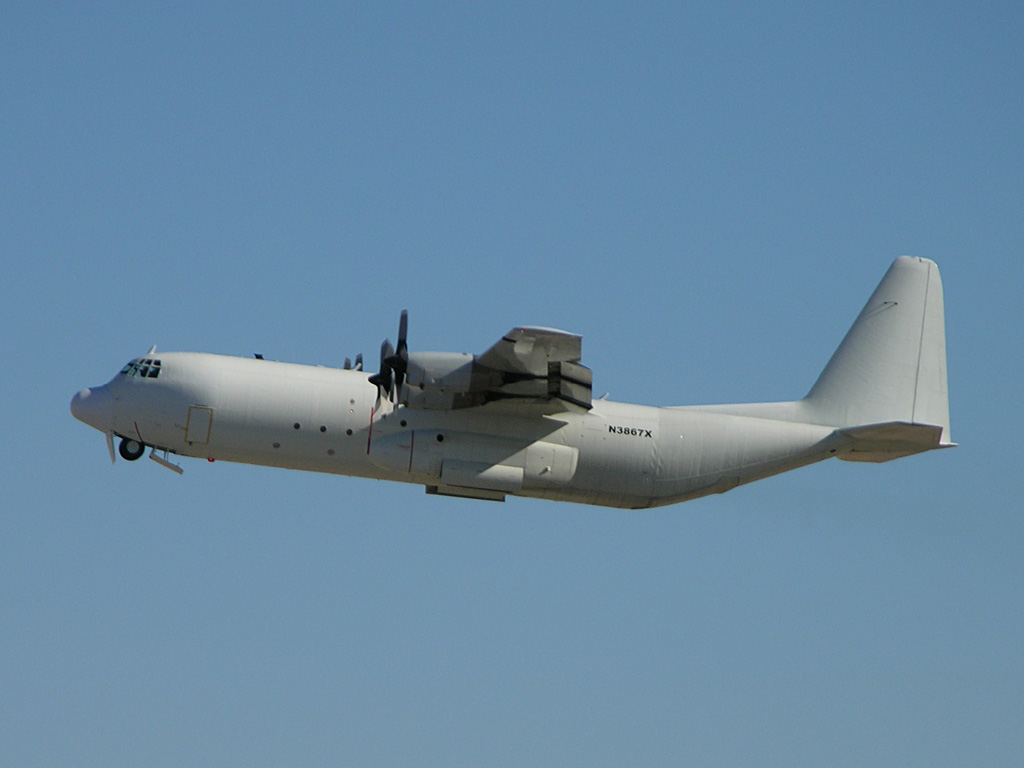
Lockheed L-100-30 (N3867X) der Tepper Aviation beim Start am Mojave Airport im November 2006

Tepper Aviation ist eine US-amerikanische private Fluggesellschaft, die bis etwa 2006 von der CIA kontrolliert wurde. Tepper wurde u. a. mit dem Transport von Terror-Verdächtigen zu geheimen Lagern in Europa in Verbindung gebracht. Es wurde vermutet, dass die Gefangenen während der Flüge verhört und gefoltert werden und die Gefängnisse nur Zwischenstopps sind.
Tepper benannte sich 2017 in Gulf Air Group um und ist bis heute aktiv.

## Geschichte
Tepper Aviation Inc. wurde am 2. Juli 1987 in Florida gegründet. Das Unternehmen trat die Nachfolge der St. Lucia Airways an, die ihren Betrieb aufgrund der Verwicklung in der Iran-Contra-Affäre im selben Jahr einstellte. In den 1980er- und 1990er-Jahren führte die Gesellschaft im Auftrag der CIA unter Umgehung des UN-Embargos Waffentransporte über Zaire nach Angola aus, um die prowestliche Bürgerkriegspartei UNITA zu unterstützen.
Der amerikanische Auslandsgeheimdienst besaß laut einem Bericht in der österreichischen Zeitung Die Presse vom 25. November 2005 über drei Scheinunternehmen: Tepper Aviation, Pegasus Technologies und Aero Contractors. Diese setzen insgesamt 26 Flugzeuge ein, von einer Boeing 737 über Geschäftsreiseflugzeuge bis zu militärischen Transportmaschinen. Die Süddeutsche Zeitung nannte am 5. April 2006 zusätzlich zu diesen drei Gesellschaften auch noch die Premier Executive Transport Services als bekannte Tarnfirma der CIA. Darüber hinaus teilt sich die Crestview Aerospace Corporation mit Tepper Aviation den Firmensitz und Teile des Führungspersonals.
Die zivilen Maschinen der CIA kamen zum Einsatz, wenn man vermeiden wollte, dass die Involvierung der US-Regierung bekannt wurde. Laut Bericht der New York Times sollen Terrorverdächtige zu Befragungen in Länder geflogen werden, wo man bei den Verhörmethoden weniger „zimperlich“ ist, etwa nach Libyen.
Am 21. Januar 2003 wurde die Lockheed L-100 Hercules mit dem Luftfahrzeugkennzeichen N8183J von österreichischen Abfangjägern des Typs Saab J-35 Draken  abgefangen und aus dem österreichischen Luftraum eskortiert. Als Grund dafür nannte das österreichische Bundesheer „Zweifel am zivilen Auftrag der Maschine“.
Der Europarat ordnete daraufhin Ermittlungen zu CIA-Gefangenenflügen an.

## Zwischenfälle
Am 27. November 1989 verunglückte eine Lockheed L-100-20 (Luftfahrzeugkennzeichen N9205T, Name: Grey Ghost) der Tepper Aviation im Landeanflug nahe der Ortschaft Jamba in Angola. Das vom Militärstützpunkt Kamina in Zaire gestartete Flugzeug, das zuvor von der St. Lucia Airways betrieben worden war, hatte Waffen geladen, die für die UNITA bestimmt waren. An Bord der Maschine befanden sich Pharies „Bud“ B. Petty, der damalige Geschäftsführer der Tepper Aviation, und vier weitere Mitarbeiter, darunter zwei westdeutsche Staatsbürger. Zudem beförderte das Flugzeug eine unbekannte Zahl an UNITA-Mitgliedern. Alle Insassen kamen bei dem Absturz ums Leben.